# Kaede Kaga
Kaede Kaga (加賀楓 Kaga Kaede?,  Tokio, Japón, 30 de noviembre de 1999) es una cantante y bailarina japonesa, fue miembro del grupo de J-pop Morning Musume desde 2016 hasta el 2022 siendo parte de la decimotercera generación.

## Biografía
Kaede Kaga se presentó a los 12 años, en 2012, a una audición destinada a escoger nuevas cantantes para formar parte del grupo insignia del Hello! Project, Morning Musume, pero no es seleccionada por su productor Tsunku. 
A pesar de esto, consigue entrar en noviembre de ese mismo año en el Hello! Pro Kenshuusei, estructura que forma las futuras cantantes del Hello! Project. Cuatro años más tarde, el 12 de diciembre de 2016, durante el concierto final de la gira "MY VISION" de Morning Musume, es presentada oficialmente al público como noticia miembro de la "13.º generación" del grupo, a los 17 años, a la vez que otra alumna del Hello! Pro Kenshuusei, Reina Yokoyama.
Entra en el grupo de manera efectiva 1 de enero de 2017 cuando el grupo cambia su nombre a "Morning Musume '17" durante todo ese año. Su primer disco sale ese mismo marzo, con el sencillo Brand New Morning / Jealousy Jealousy.

### Con Morning Musume
Álbumes
- 6 de diciembre de 2017 : 15 Thank You, Too
- 31 de marzo de 2021: 16th ~That’s J-POP~

Singles físicos y digitales
- 8 de marzo de 2017 : Brand New Morning / Jealousy Jealousy
- 4 de octubre de 2017 : Jama Shinaide Here We Go! / Dokyū no Go Sign / Wakaindashi!
- 3 de noviembre de 2017 : Ai no Tane (20th Anniversary Ver.) (Morning Musume 20th)
- 30 de noviembre de 2017 : Gosenfu no Tasuki
- 28 de enero de 2018 : Hana ga Saku Taiyou Abite
- 28 de enero de 2018: Morning Coffee (20th Anniversary Ver.) (Morning Musume 20th)
- 13 de junio de 2018 : Are you happy / A gonna
- 24 de octubre de 2018 : Furari Ginza / Jiyuu na Kuni Dakara / Y Jiro no Tochuu
- 12 de junio de 2019 : Jinsei Blues / Seishun Night
- 22 de enero de 2020: KOKORO&KARADA/ LOVEpedia / Ningen Kankei No way way
- 16 de diciembre de 2020: Junjou Evidence / Gyuusaretai Dake na no ni
- 8 de diciembre de 2021: Teenage Solution / Yoshi Yoshi Shite Hoshii no / Beat no Wakusei

Mini-álbum
- 7 de febrero de 2018 : Hatachi no Morning Musume (Morning Musume 20th)